# Malma kapell
Malma kapell är en kyrkobyggnad i den norra delen av Essunga kommun. Den tillhör Fridhems församling i Skara stift.

## Historia
Den tidigare medeltida Malma kyrka var en sockenkyrka, som 1869 ersattes med den för församlingarna Längnum, Hyringa och Malma församlingar gemensamma Fridhems kyrka. Vid den gamla kyrkans plats finns ännu en ödekyrkogård. Folket i Malma socken fick emellertid lång väg till den gemensamma kyrkan och därför startades 1926 en kapellförening, som samlade in pengar till en egen gudstjänstlokal. Bygget kunde genomföras 1934.

## Kyrkobyggnaden
Kapellet uppfördes 1934 efter ritningar av arkitekt Axel Forssén. Det är en träbyggnad, som har en stomme av liggtimmer och består av ett långhus med rakt avslutat kor i nordost och ett smäckert torn i sydväst. Vid kyrkans nordvästra sida finns en sakristia. Ytterväggarna är klädda med stående ljusgrå träpanel. Kyrkorummet är vitmålat med indraget, tunnvälvt tak ända fram till östväggen. Mittgång med fasta bänkkvarter och altaret beläget mot fondväggen. 
Byggnaden är oförändrad såväl exteriört som interiört och ger därför en god bild av folkkyrkoepokens ideal. 

## Inventarier
- Kyrkorummet domineras av en tredelad altartavla målad 1935 av Gerda Höglund.
- Huvudinstrument är ett harmonium.